# Морган Пресел
Морган Пресел (на английски: Morgan Pressel) е американска състезателка по голф.

## Биография
Тя е родена на 23 май 1988 година в Тампа, Флорида.
Започва професионалната си кариера през 2005 година, а от следващата година се състезава в Дамската професионална голф асоциация. Към юни 2012 година най-големият ѝ успех е победата в Шампионата „Крафт Набиско“ през 2007 година.